# Miami-Dade Transit
Miami-Dade Transit é um empresa de transporte público norte-americana, sediada no Condado de Miami-Dade, Flórida.
É responsável pela operação dos sistemas de transporte Metrorail, Metromover, Metrobus, e Paratransit (STS).